# Marco Junio Silano (cónsul 109 a. C.)
Marco Junio Silano (en latín, Marcus Iunius D. f. D. n. Silanus) fue un político de la República romana elegido cónsul en 109 a. C. junto a  Quinto Cecilio Metelo.

## Biografía
Nació en la segunda mitad del siglo II a. C. Es probable que su familia descendiera del legendario Lucio Junio Bruto, yerno del rey romano Tarquinio el Antiguo. Su colega en el consulado Quinto Cecilio Metelo obtuvo el cognomen de Numídico tras su campaña en tierras africanas.
Durante su consulado, redactó y aprobó una ley que privatizaba la totalidad de terrenos considerados públicos. Con ello la mayor parte del ager publicus se tornó propiedad privada; no podía existir ley agraria a mayor escala.
A finales de ese mismo año les negó a los cimbros la concesión de tierras para su colonización y asentamiento en la Galia. En respuesta a la negativa del cónsul, los bárbaros atacaron y derrotaron a su ejército de probablemente 2 legiones. A pesar de ello, el consulado de Silano no finalizó con una derrota, pues rechazó una expedición de galos que pretendían establecerse en Delfos.
Fue acusado en el año 104 a. C. por el tribuno de la plebe Cneo Domicio Enobarbo de haber injuriado a un amigo del acusador, pero fue absuelto casi por unanimidad, ya que sólo dos tribus de las treinta y cinco votaron a favor de la condena.
Cicerón alaba sus poderes de oratoria.

## Descendencia
Silano fue padre de Décimo Junio Silano, cónsul en el año 62 a. C.